# David Walton Perkins
David Walton Perkins (Rome estat de Nova York, USA, 16 de novembre de 1847 - 8 de febrer de 1929) fou un pianista i compositor nord-americà.
S'educà a Milwaukee (Wisconsin) en l'Acadèmia Phililips Exeter. De 1857 a 1865 va fer estudis de piano amb Mills, Pease, Theodor Kullak i Rubinstein per al piano i de Mickler i Friedrich Siebmann per la teoria. De 1897 a 901, fundà i dirigí la Sherwood School of Music. Més tard s'establí a Chicago (Illinois) on fou director del Conservatori d'aquella ciutat.
El 17 de juny de 1879 es casà amb Cornelia H. Richards, que va morir el 1892. Es casà en segones núpcies amb Gertrude Grosscup, el 20 de febrer de 1895. Fruit d'aquest matrimoni nasqueren dos nois William Richards i Theodore Walton.